# Nowakowskiella macrospora
Nowakowskiella macrospora är en svampart som beskrevs av Karling 1945. Nowakowskiella macrospora ingår i släktet Nowakowskiella och familjen Cladochytriaceae.   Inga underarter finns listade i Catalogue of Life.